# Герб Нюрбинского района
Герб муниципального образования «Нюрби́нский райо́н» Республики Саха (Якутия) Российской Федерации.
Герб утверждён решением Нюрбинского Улусного Собрания РУС № 16-7 от 18 ноября 2004 года.
Герб внесён в Государственный геральдический регистр Российской Федерации под регистрационным номером № 1715.

## Описание герба
«В лазоревом поле золотой сокол с распростёртыми крыльями, сидящий в зелёном, с золотыми стеблями, берёзовом венке. Грудь сокола обременена червлёным диском, без числа расторгнутым на выгнутые по ходу солнца клинья. Во главе семь серебряных дугообразно расположенных якутских алмазов (фигуры в виде поставленных на угол квадратов, каждый из которых расторгнут на шесть частей: накрест и наподобие двух сходящихся по сторонам стропил)».

## Описание символики герба
Центральной фигурой является гиперболизированное изображение Сокола (Мохсо5ол).
Прародительницей поселения под названием Нюрба (название исходит от некогда существовавшего гигантского озера) была Нюрбакан, сила, ум и могущество которой олицетворялись духом Сокола. Сокол показан сидящим на двух скрещённых ветвях молодой берёзы — «чэчир» с 19 листьями. Каждый лист ветви соответствует одной административной единице улуса. Щит на груди сокола показан в виде солнца, как оно изображается в якутском орнаменте — символ жизни, вечности, незыблемости.
Алмазы в особой стилизации, аналогичной их стилизации в Государственном гербе Республики Саха (Якутия), обозначают административно-территориальную принадлежность муниципального образования к Республике Саха (Якутия)
Авторы герба: Саввинов Дмитрий Иванович (г. Якутск), компьютерный дизайн и доработка - Матвеев Артур Матвеевич (г. Якутск).